# The Corre
The Corre foi uma facção ("stable") de wrestling profissional que lutou na WWE, no programa SmackDown em 2011. O grupo era formado por Wade Barrett, Justin Gabriel e Heath Slater, que haviam deixado o Nexus, e Ezekiel Jackson.

## História

### Formação
Após Wade Barrett ser expulso do Nexus pelo novo líder do grupo, CM Punk, ele se transferiu para o SmackDown. Sob a liderança de CM Punk, Justin Gabriel e Heath Slater se recusaram a participar de um processo de iniciação ao novo Nexus, abandonando o grupo. No SmackDown de 14 de janeiro, Barrett, Gabriel e Slater atacaram Big Show. Ezekiel Jackson se juntou a eles, também atacando Show. Big Show continuaria sua rivalidade com o grupo até o fim do mesmo. No SmackDown de 21 de janeiro, o grupo se nomeou "The Corre" e anunciou que não teriam um líder, com cada membro do grupo tendo direitos iguais.

### Conquista de títulos
Durante sua existência, o Corre interferiria em lutas e atacaria lutadores após combates. Tensão entre os membros do Corre e do Nexus levaria os dois grupos a se enfrentarem no Raw e antes da luta Royal Rumble no Royal Rumble. No Elimination Chamber, Gabriel e Slater se tornariam os primeiros a ganhar títulos no Corre, vencendo Santino Marella e Vladimir Kozlov para se tornarem Campeões de Duplas da WWE.
Esse foi o segundo reinado dos dois como Campeões de Duplas, o primeiro sendo como parte do Nexus. No mesmo evento, Barrett recebeu uma oportunidade pelo World Heavyweight Championship ao participar da Elimination Chamber do SmackDown, sendo eliminado da luta por Big Show. No Raw da noite seguinte, Gabriel e Slater perderam os títulos para John Cena e The Miz. Imediatamente após a luta, Gabriel e Slater invocaram uma revanche, ganhando os títulos novamente. No SmackDown de 25 de março, Barrett derrotou Kofi Kingston, se tornando Campeão Intercontinental.

### Separação
No WrestleMania XXVII, Corre foi derrotado pelo time de Marella, Kingston, Big Show e Kane em menos de dois minutos. Um dia depois, o Corre tentou atacar John Cena e The Rock, mas acabaram subjugados. No SmackDown de 22 de abril, Gabriel e Slater perderam os títulos de duplas para Big Show e Kane. O Corre não conseguiu reaver os títulos, com Slater e Gabriel sendo derrotados no SmackDown de 29 de abril, e Barrett e Jackson no Extreme Rules.
Com interferências falhas nas lutas dos outros, tensão começou a ser gerada no grupo. No SmackDown de 6 de maio, Ezekiel Jackson se recusou a celebrar com o resto do grupo após derrotar Big Show, escolhendo abandoná-los após a luta. O resto do grupo o atacou nos bastidores, o expulsando do grupo. Jackson desafiou Barrett pelo Intercontinental Championship duas vezes, mas não conseguiu ganhar o título nem no Over the Limit, onde venceu por desqualificação, nem no SmackDown de 3 de junho, quando venceu por contagem. Em nenhum dos cenários o título mudava de mãos.
Para fugir de Jackson, Barrett abandonou Gabriel e Slater em uma luta de trios contra Jackson e os Usos no SmackDown de 10 de junho. Gabriel e Slater confrontaram Barrett após o fim da luta, declarando o fim do Corre.

### Atividades pós-Corre
Barrett e Jackson continuariam sua rivalidade após o fim do Corre, com Jackson ganhando o Intercontinental Championship de Barrett no Capitol Punishment. Gabriel e Slater continuariam em dupla, com uma rivalidade contra os Usos. Slater encerrou a dupla em 15 de julho, no SmackDown. Barrett, Gabriel e Slater competiram na Money in the Bank ladder match do SmackDown no Money in the Bank, mas nenhum deles venceu o combate.

## Membros

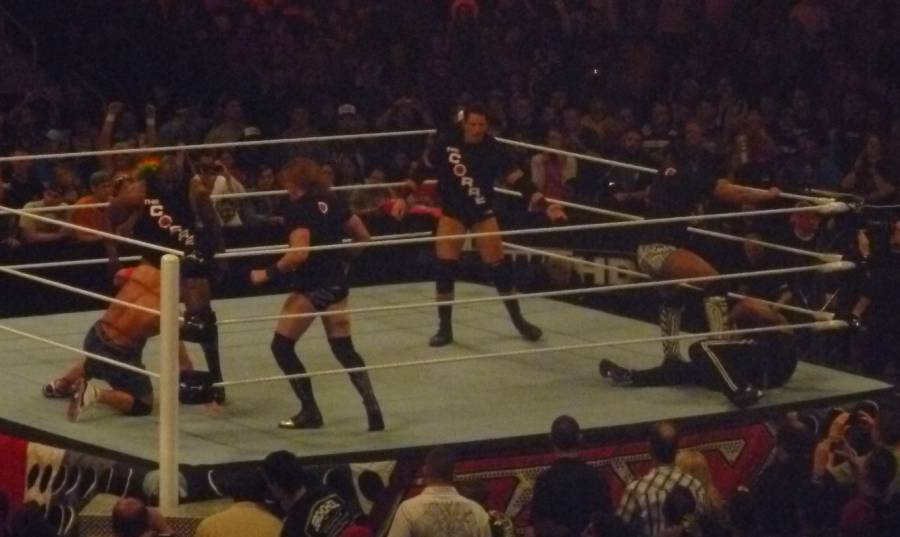
Os quatro membros originais do Corre realizando um ataque no ringue.

| Ex-membro       | Data                                        |
| Wade Barrett    | 14 de janeiro de 2011 - 10 de junho de 2011 |
| Heath Slater    | 14 de janeiro de 2011 - 10 de junho de 2011 |
| Justin Gabriel  | 14 de janeiro de 2011 - 10 de junho de 2011 |
| Ezekiel Jackson | 14 de janeiro de 2011 - 6 de maio de 2011   |

## No wrestling
- Movimentos de finalização
  - The Wasteland[27] (Fireman's Carry Slam frontal)[28] – Barrett
  - 450° Splash - Gabriel
  - The Book Of Ezekiel (Ura-nage modificado) - Jackson
  - E-minor[29] (Inverted DDT)[30] – Slater
- Temas de entrada
  - "End of Days" por 9 Electric[31]

## Títulos e prêmios
- World Wrestling Entertainment / WWE
  - WWE Intercontinental Championship (1 vez) - Wade Barrett[14]
  - WWE Tag Team Championship (2 vezes) - Heath Slater e Justin Gabriel[9][13]